# شفيع أباد (بياض)
شفیع أباد (بالفارسية: شفیع‌آباد) هي قرية تقع في إيران في قسم بیاض الريفي.